# 校尉
校尉（こうい）は、前漢以降の中国と、律令制下の日本に置かれたことがある武官の官職である。

## 漢の校尉
漢の制度において、将軍が兵を領する場合、部・曲が置かれる。部には校尉（官秩比二千石）、軍司馬（官秩比千石）が置かれる。この部を率いるのが校尉である。部の下に曲があり、軍候（官秩比六百石）が置かれる。曲の下には屯があり、屯長（官秩比二百石）が置かれる。
また、城門校尉、中塁校尉、屯騎校尉、歩兵校尉、越騎校尉、長水校尉、射声校尉、虎賁校尉の八校尉や、胡騎校尉、司隷校尉、西域副校尉（城門校尉から西域副校尉まで、官秩は比二千石）、後漢末の西園八校尉など、高級武官の名称にも「校尉」が多く使われている。これらの高級武官は同じ「校尉」であっても、将軍配下の校尉とは別物である。これは都尉と付いても中央の高級武官と地方の郡に属する者がいることと似ている。
現在の中国人民解放軍や中華民国国軍では、佐官に当たる階級は「校」と書かれるが、これはこの校尉に由来する。これについては事実上日本の関東軍の支援部隊であった旧満洲国軍でも同様に佐官に当たる階級は中国式の「校」となっていた。漢語の「佐」には「補佐する」という意味であるため、部隊長・指揮官の称号としては違和感があるからという主張があるとされる。

## 日本の校尉
日本では、軍団の中で200人を率いる部隊長（現代の中隊長クラス）を校尉とした。二百長とも呼ばれた。
現在の日本では「校」と付く軍事階級は存在しないが、士官を「将校」と呼ぶことがあるなど、いくつかの言葉には名残がある。